# Рамазанов, Гаджихан Маликович
Гаджихан Маликович Рамазанов (1965, Махачкала, Дагестанская АССР, РСФСР, СССР) — советский и российский спортсмен, специализируется по карате кумите, призёр чемпионата СССР.

## Спортивная карьера
Карате начал заниматься в 1980 году в Махачкале, у тренеров К. Мурзаева и А. Чаракова. В 1991 году стал серебряным призёром чемпионата СССР, проиграв в финале Адаму Хачилаеву. Является победителем чемпионата РСФСР.

## Спортивные достижения
- Чемпионат РСФСР по карате 1991 — ;
- Чемпионат СССР по карате 1991 — ;

## Личная жизнь
В 1980 году окончил среднюю школу № 9 в Махачкале.